# Datter af Julius Constantius
En unavngivet datter af Julius Constantius var Constantius 2's første kone.

## Familie
Hun er nævnt i teksten "Brev til senatet og folket i Athen" skrevet af Julian den Frafaldne som værende søster til Constantius Gallus. Da han omtaler henrettelsen af Gallus på ordre fra Constantinus 2., opremser Julian de forskellige måder hvorpå de to mænd er beslægtede. "Constantinus overgav til sine mest bemærkelsesværdige fjender, hans egen fætter, kejseren, hans søsters mand, faderen til hans niece, den mand, hvis søster han selv havde giftet sig med i tidligere dage."
Gallus var en søn af Julius Constantius og hans første kone Galla.  Det antages at denne unavngivne datter var fuldblodssøster til Gallus. Julius Constantius var en søn af Constantius Chlorus og Flavia Maximiana Theodora.  Han var halvbror til Konstantin den Store på faderens side. I 337 døde Konstantin. Flere af hans slægtninge blev dræbt kort efter hans død. Julius Constantius var blandt dem.  "Arianerness historie" (358) af Athanasius af Alexandria rapporterer, at Constantius 2. dræbte sin svigerfar.  Selvom Constantius 2. i alt blev gift tre gange, betragtes dette som en henvisning til Julius Constantius. "Medmenneskelighed kunne ikke få ham til at spare selv sin egen slægtning. Sine onkler dræbte han; sine kusiner satte han ud af spillet; Han havde ikke medfølelse for sin svigerfars lidelser, selv om han havde giftet sig med hans datter eller hans slægtninge."
En bror anses for at være blevet myrdet sammen med sin far i 337. Julian den Frafaldne var en yngre halvbror til denne kejserinde på faderens side.

## Ægteskab
Hendes ægteskab med Constantius synes at være omtalt i "Konstantins liv" af Eusebius af Cæsarea. "Ved færdiggørelsen af det tredivte år af hans [Konstantins] regeringsperiode forkyndede han ægteskabet af sin anden søn [Constantius II], idet han allerede havde sikret det for sin førstefødte længe før.  Dette var en anledning til stor glæde og festlighed, kejseren selv opvartede sin søn ved ceremonien og underholdt gæsterne af begge køn, mænd og kvinder i forskellige og separate selskaber med overdådig gæstfrihed.  Rige gaver blev ligeledes fordelt til byer og mennesker. "  Ægteskabet kan anslås til at have fundet sted i 335 eller 336. Konstantin den Store var blevet udnævnt til kejser i 306.
Hverken hendes navn eller tidspunktet for hendes død kan ses i bevarede kilder.  Thomas M. Banchich, en moderne historiker, peger på, at "forbigåelsen af hende måske kunne have faciliteret Gallus' fald i 353/4". "Lovprisning til Ære for Eusebia" af Julian den Frafaldne angiver tidspunktet for Konstantins ægteskab med hans anden kone, Eusebia, til før Konstantin overvandt den rivaliserende kejser, Magnentius. Magnentius døde før august 353. Derfor kan ægteskabet mellem Konstantin og Eusebia have fundet sted tidligere det år.